# ГЕС-ГАЕС Капріаті (Лете-Сава)
ГЕС-ГАЕС Капріаті (Лете-Сава) (італ. Centrale idroelettrica di Capriati) — гідроелектростанція на півдні центральної частини Італії, в провінції Казерта (історичний регіон Кампанія).
Ще в 1911 році на Лете (ліва притока річки Вольтурно, котра впадає у Тірренське море північніше Неаполя) спорудили греблю Летіно, затримана якою вода спрямовувалась по тунелю завдовжки 1,1 км на північ у долину Сави (інша ліва притока Вольтурно), де використовувалась малою ГЕС Галло (2,9 МВт). На початку 1960-х вирішили принципово розширити експлуатацію гідроенергетичних ресурсів цього району. На Саві нижче за станцію Галло спорудили гравітаційну бетонну греблю заввишки 27 метрів, яка утворила водосховище об'ємом 8,5 млн м3 (корисний об'єм 7,2 млн м3). Окрім ресурсу з Лете, суди виведено водозбірний тунель від джерел Mulini та Capo le Mandre.
Вода від водосховища Галло подається нижче по долині Сави через прокладений у правобережному гірському масиві дериваційний тунель завдовжки 7,6 км та діаметром 3 метри. На завершальному етапі він переходить у напірний водовід до машинного залу, який обладнаний двома турбінами типу Френсіс загальною потужністю 113 МВт, що працюють при напорі у 655 метрів.
Оскільки станцію Капріаті запроєктували як гідроакумулювальну, біля машинного залу спорудили штучний нижній резервуар об'ємом 0,35 млн м3, зв'язаний із Савою каналом завдовжки 0,9 км. Також у складі гідроагрегатів встановлено насоси потужністю по 56,7 МВт, які можуть забезпечити підйом на 680 метрів.